# Charles Jason Gordon
Charles Jason Gordon (17 mars 1959) est un ecclésiastique catholique trinidadien, archévêque de Port-d'Espagne depuis 2017. Il a été évêque de Bridgetown de 2011 à 2017 et évêque de Kingstown de 2011 à 2015.

## Biographie
Charles Jason Gordon naît le (17 mars 1959. Il fait ses études secondaires au Fatima College (en) de Port-d'Espagne. Son père meurt en 1978, avant que Charles Gordon ait pu achever ses études. Ce dernier doit reprendre le commerce de son père qu'il dirige pendant trois ans. En 1981, il entre au Séminaire Saint-Jean-Vianney et des Martyrs de l'Ouganda et suit aussi des études de théologie à l'Université des Indes occidentales. Il poursuit ses études de théologie à l'université catholique de Louvain de 1986 à 1988 il est ordonné prêtre le 19 mars 1991 et achève ses études de théologie au Heythrop College (en) de l'Université de Londres par un doctorat en 2000.
À partir de 2005, il est curé de la paroisse Saint-Martin-de-Porres à Gonzales à l'est de Port-d'Espagne, une zone très défavorisé de la ville. Il y mène des actions de solidarité et d'encadrement de la jeunesse qui sont récompensées par de nombreux prix. Il donne aussi des cours de théologie du Séminaire Saint-Jean-Vianney et des Martyrs de l'Ouganda, ainsi que des cours d'histoire des Caraïbes, d'éthique sociale, de médias. Il est également membre de la Commission catholique pour la justice sociale, de la Commission archidiocésaine des communications et vicaire de l’administration de l’Archidiocèse de Port-d'Espagne.
Le 8 juillet 2011, Charles Jason Gordon est nommé  évêque de Bridgetown (Barbade) et évêque de Kingstown (Saint-Vincent-et-les-Grenadines) par le pape Benoît XVI. À cette occasion, l'évêque de Kingstown devient suffragant de l'archevêque de Port-d'Espagne. Comme évêque de Kingstown, fonction qu'il exerce jusqu'au 22 décembre 2015, il plaide en permancne pour l'unité des Chrétiens et à la fidélité à leur baptême. En tant qu'évêque de Bridgetown, il mène le Synode 2014, crée le Centre catholique des médias, relance des programmes de justice sociale, réintroduit le diaconat permanent, crée l'organisation de développement des personnes (The Hub) et promeut de l'évangélisation de la famille et de la jeunesse.
Le 27 décembre 2017, il est nommé archévêque de Port-d'Espagne par le pape François.